# Kościół Miłosierdzia Bożego w Wetlinie
Kościół Miłosierdzia Bożego – dawny parafialny kościół rzymskokatolicki znajdujący się w Wetlinie w powiecie leskim, w gminie Cisna województwa podkarpackiego.

## Historia
Tereny obecnej parafii w Wetlinie zostały prawie całkowicie wyludnione w czasie operacji "Wisła". Życie powróciło tu w latach 60. za sprawą pracujących przy wyrębie lasu. Zachodziła coraz większa potrzeba stałego duszpasterstwa. 
Drewniany kościół w Wetlinie powstał w 1979 na miejscu krzyża, gdzie niegdyś odprawiano msze święte. Parafia w Wetlinie została erygowana 4 czerwca 1980 r. i powierzona Bernardynom. Obecnie parafia obejmuje 4 miejscowości i liczy około 500 wiernych. W Kalnicy powstał kościół dojazdowy.
Obok kościoła parafialnego pw. Miłosierdzia Bożego w latach 90. został wybudowany dom zakonny z licznymi pomieszczeniami dla grup rekolekcyjnych bądź wypoczynkowych.
W latach 2012–2017 obok świątyni drewnianej zbudowano murowany kościół pw. św. Jana Pawła II. W ołtarzu głównym nowej świątyni został umieszczony obraz Miłosierdzia Bożego, przeniesiony ze starego kościoła. 19 września 2020 został konsekrowany przez abpa Adama Szala. Stary kościół przestał pełnić funkcje kultowe.

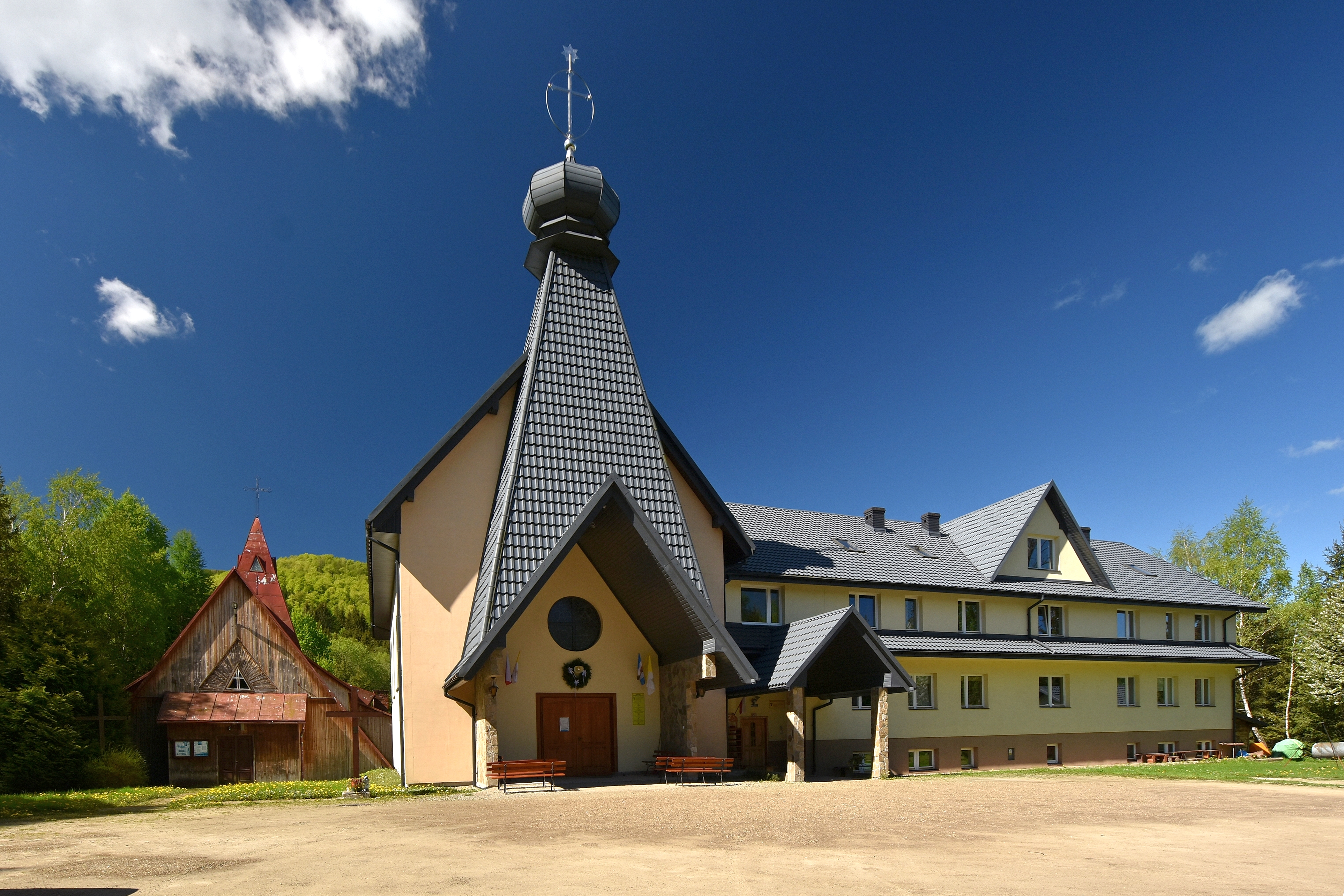
Kościoły w Wetlinie (2021)
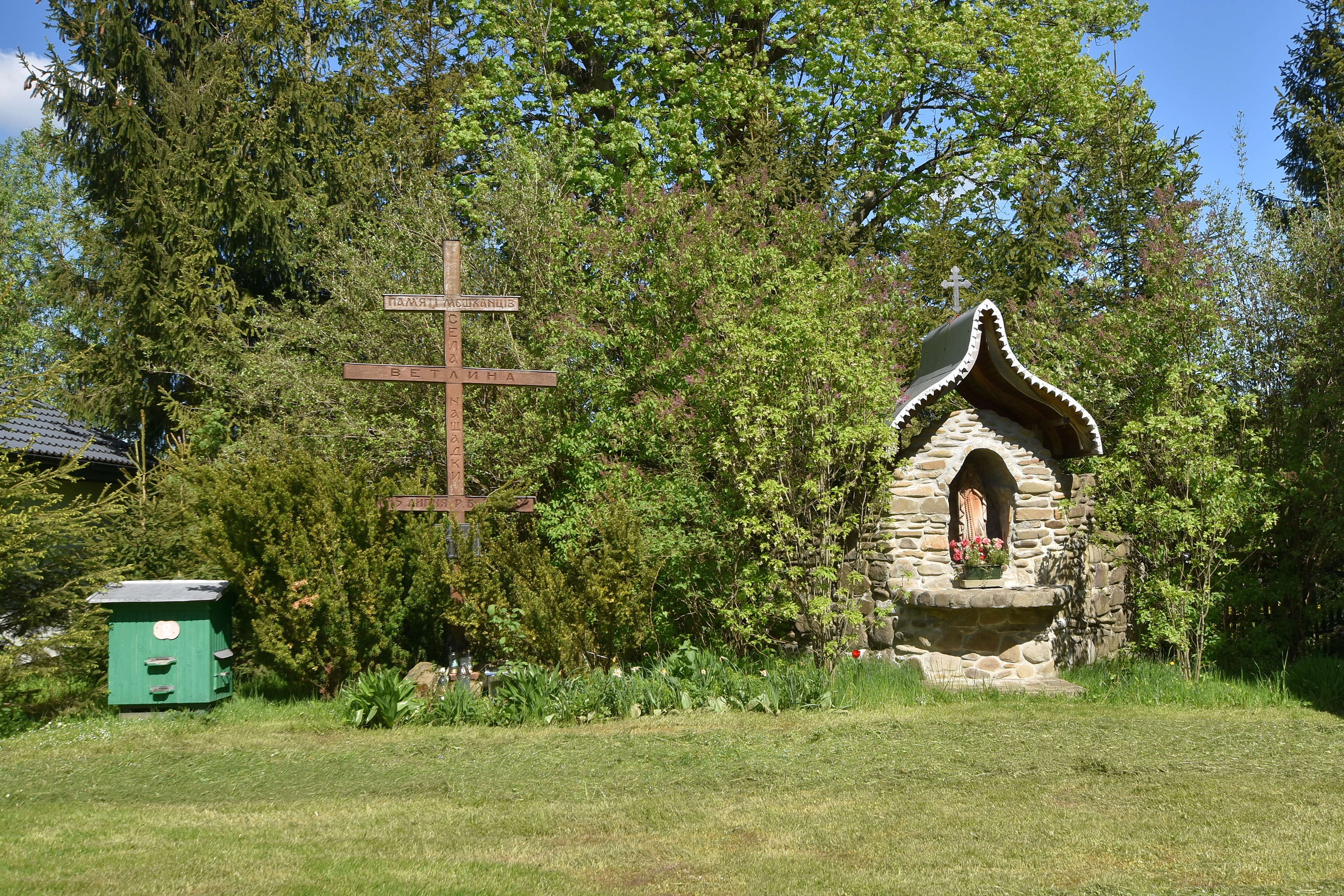
Otoczenie
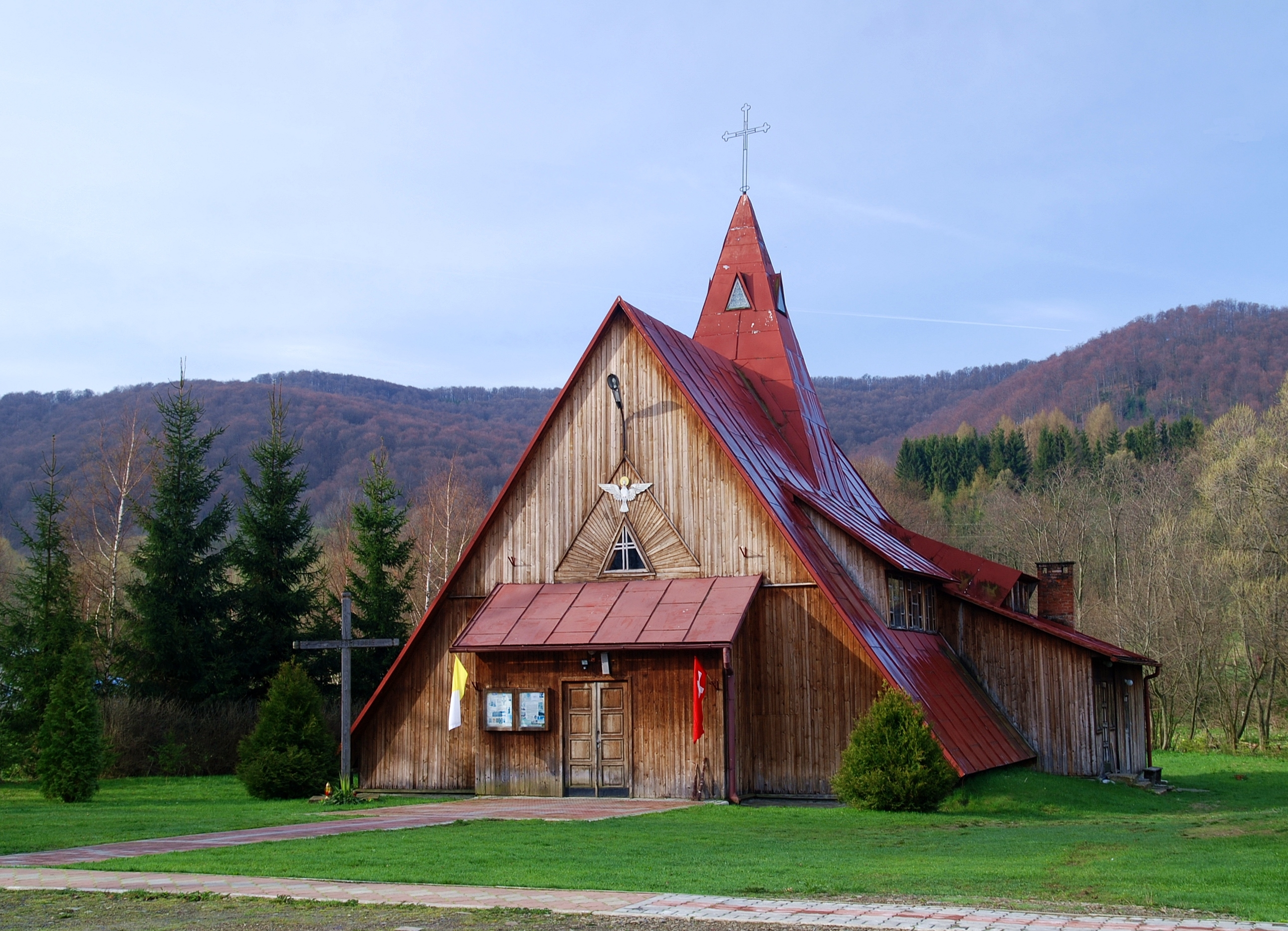
Kościół drewniany (2008)